# Siiramo
Siiramo är en sjö i kommunen Kuusamo i landskapet Norra Österbotten i Finland. Sjön ligger 309,3 meter över havet. Arean är 38 hektar och strandlinjen är 5,96 kilometer lång. Sjön  ingår i Kems huvudavrinningsområde.   Den ligger omkring 190 kilometer nordöst om Uleåborg och omkring 670 kilometer norr om Helsingfors. 